# ハノーバーコートハウスの戦い
ハノーバーコートハウスの戦い（英: Battle of Hanover Court House）は、南北戦争2年目の1862年5月27日、半島方面作戦の一部としてバージニア州ハノーバー郡で起きた戦闘である。
北軍フィッツ・ジョン・ポーター准将の第5軍団の1部隊が、北に広がってジョージ・マクレラン少将のポトマック軍右翼を守っていた。ポーターの目的はハノーバー・コートハウス近くの南軍に対処することだった、そこはフレデリックスバーグから南進してくる援軍の通り道であり、その脅威となっていた。ローレンス・オブライアン・ブランチ大佐の指揮する南軍の小部隊が、ピークの渡しでまとまりのない戦闘を行った後に敗れた。しかし、北軍の勝利は一時的なものであり、北軍の援軍は、シェナンドー渓谷の第一次ウィンチェスターの戦いでナサニエル・バンクス少将の部隊が敗走したために、フレデリックスバーグに呼び戻されることになった。

## 背景
南軍のジョセフ・ジョンストン将軍はその6万名の軍をバージニア半島から退き、北軍マクレランの軍がその後を追って、アメリカ連合国首都リッチモンドに近づいた。ジョンストンの防衛線はドルーリーズブラフ（5月15日にそこの砲台が北軍の砲艦を後退させたばかりだった）のあるジェームズ川に始まり、反時計回りに広がっていたので、その中央と左翼はチカホミニー川の後にあった。そこは春には自然の要害となり、リッチモンドの東まで広大な平原が湿地に変わっていた。ジョンストンの部隊はチカホミニー川に架かる橋の大半を燃やし、リッチモンドの北と東に強力な防衛線を布いた。マクレランの軍隊105,000名は2つの理由で北東に集中した。1つはチカホミニー川にほぼ並行するパマンキー川が通信線となり、ジョンストン軍の左翼を回り込むことが可能だった。2つ目はマクレランがアービン・マクドウェルの第1軍団が到着することを期待していたからだった。第1軍団はマクレラン軍を補強するためにフレデリックスバーグから南に行軍してくる予定であり、その経路を守る必要があった。

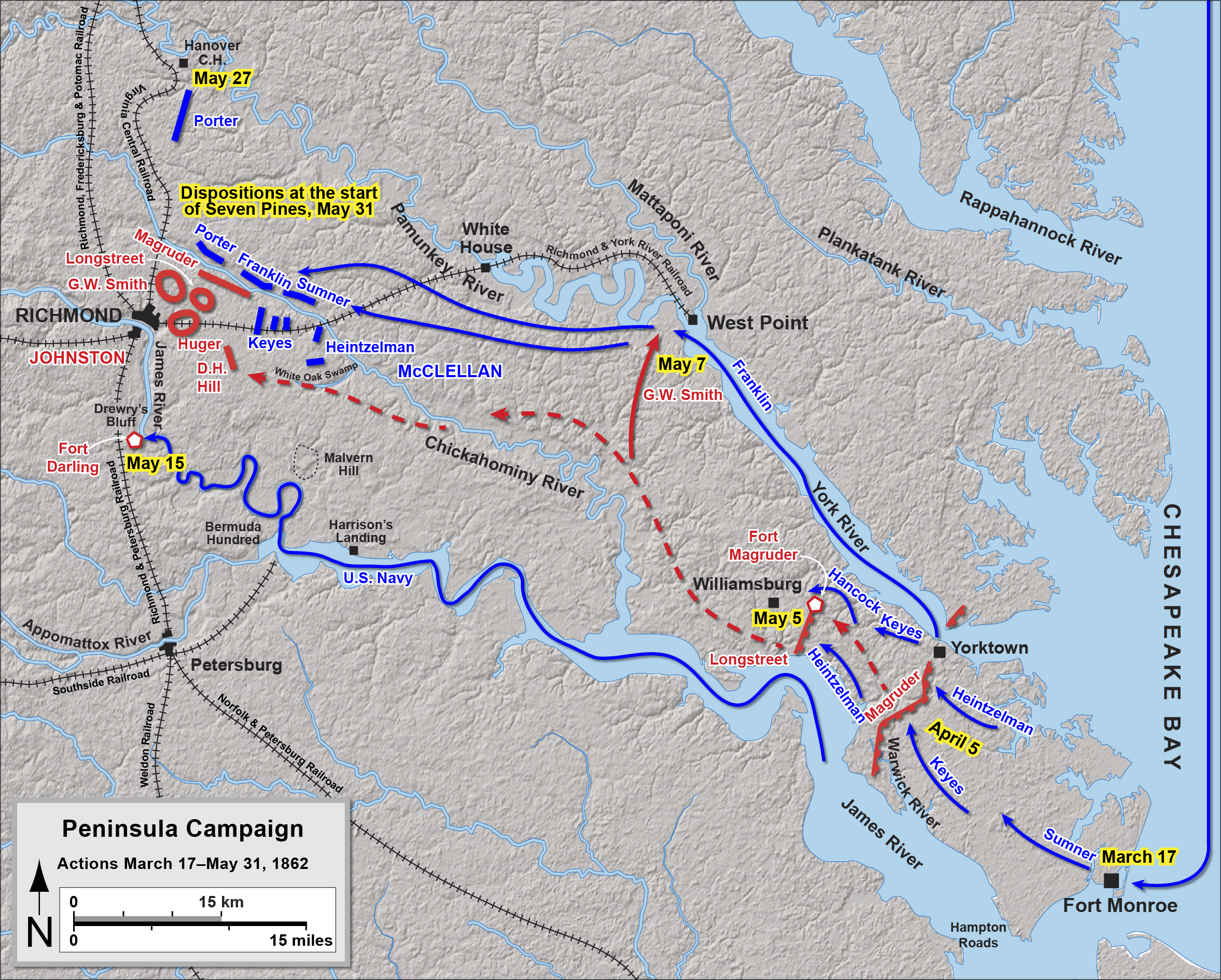
半島方面作戦、セブンパインズの戦いまで
南軍
北軍

ポトマック軍は緩りとパマンキー川を上り、エルサムズ・ランディング、カンバーランド・ランディング、ホワイトハウス・ランディングに補給基地を造り、南軍ロバート・E・リー将軍の息子W・H・F・"ルーニー"リーのプランテーションはマクレランの作戦基地になった。マクレランはリッチモンド・アンド・ヨーク川鉄道を使って、重たい攻城砲をリッチモンド郊外まで持ってくることができた。緩り、慎重に行動し、南軍の方が北軍より勢力がはるかに多いというふうに信じ込まされる嘘の情報に反応していた。5月末までにチカホミニー川を渡す橋を建設し、リッチモンドに面した軍の3分の1は川の南に、3分の2は北側に川を挟んで配置した。この配置は川の対岸にある部隊を素早く補強するのが難しく、5月末におきたセブンパインズの戦いで著しい問題であることが証明された。
両軍の前線にそって小競り合いが起こる間、マクレランはあるバージニア州民から、17,000名の南軍部隊がメカニクスビルの北、ハノーバーコートハウスに移動しているという噂を聞いた。それが真実ならば、軍の右翼に対する脅威となり、またマクドウェルの援軍が到着するのにも面倒なことになるところだった。北軍騎兵の偵察で敵の勢力は6,000名に修正されたが、それでも心配の種であることに変わりはなかった。マクレランは新しく結成した第5軍団長で親友でもあるフィッツ・ジョン・ポーターに、この脅威への対応を行うよう命じた。
ポーターは、ジョージ・M・モレル准将が指揮する第1師団、ジョージ・サイクス准将の第2師団からガバヌーア・ウォーレン大佐の指揮する第3旅団、さらにウィリアム・H・エモリー准将の率いる騎兵と砲兵の複合旅団、総勢12,000名を率い、5月27日午前4時に、その任務に出発した。南軍は実際には4,000名にしか過ぎず、ローレンス・オブライアン・ブランチ大佐が率いており、第18、第28、第37ノースカロライナ歩兵連隊、第45ジョージア連隊で構成されていた。この部隊はバージニア中央鉄道を守るためにゴードンズビルを出発して来ており、スラッシュ教会に近いコートハウスの南西4マイル (6 km)、ピークの渡しに陣取っていた。別の南軍1個旅団がハノーバージャンクションの北10マイル (16 km) に陣を布いていた。

## 戦闘

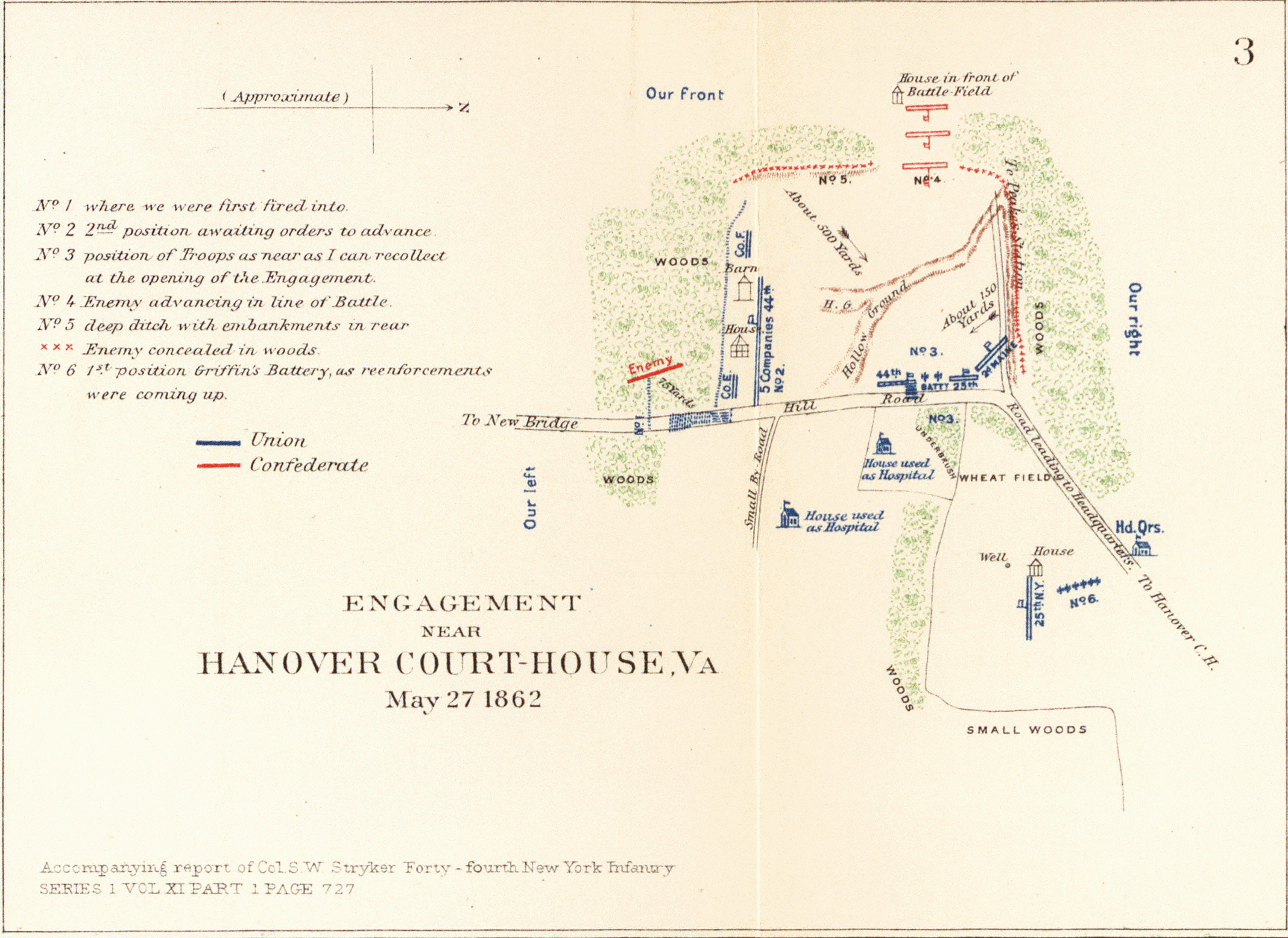
ハノーバーコートハウス近くでの戦闘

ポーターの部隊は土砂降りの雨の中をピークの渡しに近づいて行った。5月27日正午頃、その前衛であるニューヨーク第25歩兵連隊が、偵察に出ていたジェイムズ・H・レーン大佐の指揮するノースカロライナ第28連隊と、トマス・H・キニーが所有する農園の所で遭遇した。ニューヨーク連隊がアメリカ第1狙撃兵隊と共に、活発に交戦しているところにパーカーの本体が到着し、劣勢となった南軍はコートハウスに向かう道路沿いに追い払われた。ポーターはその戦力の大半で追撃を開始し、後には3個連隊を残した。残ったのはジョン・H・マーティンデール准将指揮下にメイン第2連隊、ニューヨーク第44連隊、および損失を出したニューヨーク第25歩兵連隊であり、キニーの農園から1マイル (1.6 km) 西にあるニューブリッジ道路とハノーバーコートハウス道路の交差点を守った。この動きによりポーターの後ががら空きになり、ポーターがハノーバーコートハウスに居ると思っていたブランチの部隊から攻撃を受けることになった。
ブランチもまた、ポーター隊が実際よりかなり少ないという仮定で動いており、攻撃して初めてその勢力が分かった。チャールズ・C・リー大佐がその連隊であるノースカロライナ第37連隊、さらにはノースカロライナ第18連隊とラサムの砲兵隊から大砲2門を率いて闘った。ノースカロライナ第18連隊による最初の攻撃は撃退されたが、ノースカロライナ第37連隊が戦闘に加わり、マーティンデールの部隊が激しい砲火のためにほとんど破壊された。ニューヨーク第25歩兵連隊は隊員の25%を失い、その戦闘旗には44発の銃弾の穴が開いた。
ポーターに後方で起きた戦闘の報せを伝令が届けると、即座にマサチューセッツ第9連隊とペンシルベニア第62連隊を後方のキニー農園に派遣した。南軍の前線は新たに到着した北軍部隊に破られ、ピークの渡しからアシュランドの方向へ撤退した。

## 戦いの後
マクレラン将軍は、ハノーバーコートハウスが「多勢の敵に対する輝かしい勝利」だと主張し、「この戦争で最大級に優れたもの」だと判断した。しかし、実際には勢力で勝っていた北軍がまとまりのない戦闘を行い、しかも両軍に誤った判断があった。北軍の右翼は確保されたまま残ったが、事実上ピークの渡しの南軍はそこに脅威を与える意図が無かった。またマクドウェルの軍団が到着することはなかったので、その道を確保しておく必要もなかった。シェナンドー渓谷でおきた第一次ウィンチェスターの戦いで、北軍がストーンウォール・ジャクソンに敗れたことにより、エイブラハム・リンカーン大統領の内閣はマクドウェル軍団をフレデリックスバーグに呼び戻すことになった。
この戦闘での北軍の損失は355名（戦死62名、負傷233名、捕虜70名）から397名まで諸説ある。南軍は戦場に200名の死傷者が残され、ポーターの騎兵隊に730名が掴まった。
歴史家のスティーブン・W・シアーズに拠れば、実際の損失よりも影響が大きかったのは、4日後に起きたセブンパインズの戦い（別名フェアオークスの戦い）に対するマクレランの準備状況だった。ポーターがいない間にマクレランはチカホミニー川の南に軍隊を移すことを躊躇し、その左翼がジョンストンからの魅力的な標的にされたことだった。

## 関連図書
- Burton, Brian K. (2007). The Peninsula & Seven Days: A Battlefield Guide. Lincoln: University of Nebraska Press. ISBN 978-0-8032-6246-1
- Gallagher, Gary W., ed. (2000). The Richmond Campaign of 1862: The Peninsula & the Seven Days. Chapel Hill: University of North Carolina Press. ISBN 0-8078-2552-2
- Hardy, Michael (2006). The Battle of Hanover Court House: Turning Point of the Peninsula Campaign, May 27, 1862. Jefferson, NC: McFarland & Co.. ISBN 978-0-7864-2464-1
- Battle of Hanover Court House Historic American Landscapes Survey (HALS) No. VA-28
- Martin, David G. (1992). The Peninsula Campaign March–July 1862. Conshohocken, PA: Combined Books. ISBN 978-0-938289-09-8
- Speer, William H. A. (1997). Speer, Allen Paul. ed. Voices from Cemetery Hill: The Civil War Diary, Reports, and Letters of Colonel William Henry Asbury Speer (1861–1864). Johnson City, TN: Overmountain Press. ISBN 978-1-57072-050-5

座標: 北緯37度43分20秒 西経77度22分35秒 / 北緯37.7222度 西経77.3763度